# Прапор Сен-П'єру і Мікелону
Оскільки Сен-П'єр і Мікелон є заморською територією Франції, офіційним прапором острова є французький триколор.
Проте існує неофіційний прапор, на якому зображений корабель «Grande Hermine», на якому 15 червня 1536 року Жак Картьє підійшов до острова Сен-П'єр. Три прапори, розміщені біля держака, символізують походження більшості жителів островів (зверху вниз) — баски (прапор Країни Басків), бретонці (прапор Бретані) і нормани.